# SET LIST〜グレイテストソングス〜完全盤
『SET LIST〜グレイテストソングス〜完全盤』（セット リスト〜グレイテストソングス〜かんぜんばん）は、2010年7月14日に発売されたAKB48の3作目のアルバムである。

## 概要
キャッチコピーは「ここにもあった神曲たち」。
デフスターレコーズ所属時に発売された『SET LIST〜グレイテストソングス 2006-2007〜』に、アルバム未収録曲2曲と新曲2曲を加えた構成となっている。
ジャケット・ライナーノートはオリジナルの『2006-2007』参加メンバーの内、本作発売時点まで在籍し続けていた31名が改めて同じ衣装を着用し、同じ並びで撮影された。既に卒業した12名に関してはその部分がイラストとなり、名前と卒業年月日が記されている。

## 収録曲
M1 - M13は『SET LIST〜グレイテストソングス 2006-2007〜』と同一。
1. 会いたかった (3:47) 
（作詞：秋元康、作曲：BOUNCEBACK、編曲：田口智則・稲留春雄）
1stシングル表題曲。
2. BINGO! (4:09)
（作詞：秋元康、作曲：成瀬英樹、編曲：大内哲也）
4thシングル表題曲。
3. 夕陽を見ているか? （Original Mix）(4:56)
（作詞：秋元康、作曲：岡田実音、編曲：高島智明）
6thシングル表題曲。
4. 僕の太陽 (4:53)
（作詞：秋元康、作曲・編曲：井上ヨシマサ）
5thシングル表題曲。
5. 未来の果実 (4:54)
（作詞：秋元康、作曲：岡田実音、編曲：高島智明）
5thシングルカップリング曲。
6. Dear my teacher (4:22)
（作詞：秋元康、作曲：岡田実音、編曲：景家淳）
インディーズ1stシングルカップリング曲。
7. スカート、ひらり （Album Mix）(4:02)
（作詞：秋元康、作曲：岡田実音、編曲：梅堀淳）
インディーズ2ndシングル表題曲のリミックス。オリジナル版から僅かに変化している。
8. 制服が邪魔をする (4:45)
（作詞：秋元康、作曲・編曲：井上ヨシマサ）
2ndシングル表題曲。
9. Virgin love （Album Mix）(4:11)
（作詞：秋元康、作曲・編曲：井上ヨシマサ）
2ndシングルカップリング曲。歌詞が一部分追加されている。
10. 軽蔑していた愛情 (4:16)
（作詞：秋元康、作曲・編曲：井上ヨシマサ）
3rdシングル表題曲。
11. 誕生日の夜 (4:53)
（作詞：秋元康、作曲：岡田実音、編曲：高島智明）
『チームA 3rd Stage「誰かのために」』公演の楽曲。
12. 転がる石になれ (4:00)
（作詞：秋元康、作曲：山崎燿、編曲：Funta）
『チームK 2nd Stage「青春ガールズ」』公演の楽曲。
13. 桜の花びらたち (5:18)
（作詞：秋元康、作曲：上杉洋史、編曲：樫原伸彦）
インディーズ1stシングル表題曲。
14. ロマンス、イラネ （Original Mix）(4:42)
（作詞：秋元康、作曲：Rie、編曲：CHOKKAKU）
7thシングル表題曲[注 4]。アルバム初収録。
15. 桜の花びらたち2008 （Original Mix）(5:20)
（作詞：秋元康、作曲：上杉洋史、編曲：樫原伸彦）
8thシングル表題曲[注 4]。アルバム初収録。
16. Seventeen (3:45)
（作詞：秋元康、作曲：小川コータ、編曲：立山秋航）
本作のために収録された新曲。
17. あなたがいてくれたから (6:58)
（作詞：秋元康、作曲：山崎燿　編曲：JUNKOO）
過去に録音[注 5]された初収録曲。過去に収録した曲のため、本作発売時点では既に卒業しているメンバーも複数参加している[1]。
ミュージック・ビデオは『AKBがいっぱい 〜ザ・ベスト・ミュージックビデオ〜』に収録されている。

特典
- メンバー生写真1枚（ランダム）
- ダブル購入者特典応募チケット（『逃した魚たち〜シングル・ビデオコレクション〜完全生産限定盤』に専用応募はがき封入）